# Brestovăț
Brestovat là một xã thuộc hạt Timiș, România. Dân số thời điểm năm 2002 là 821 người.